# Otto Wulff (Politiker, 1933)

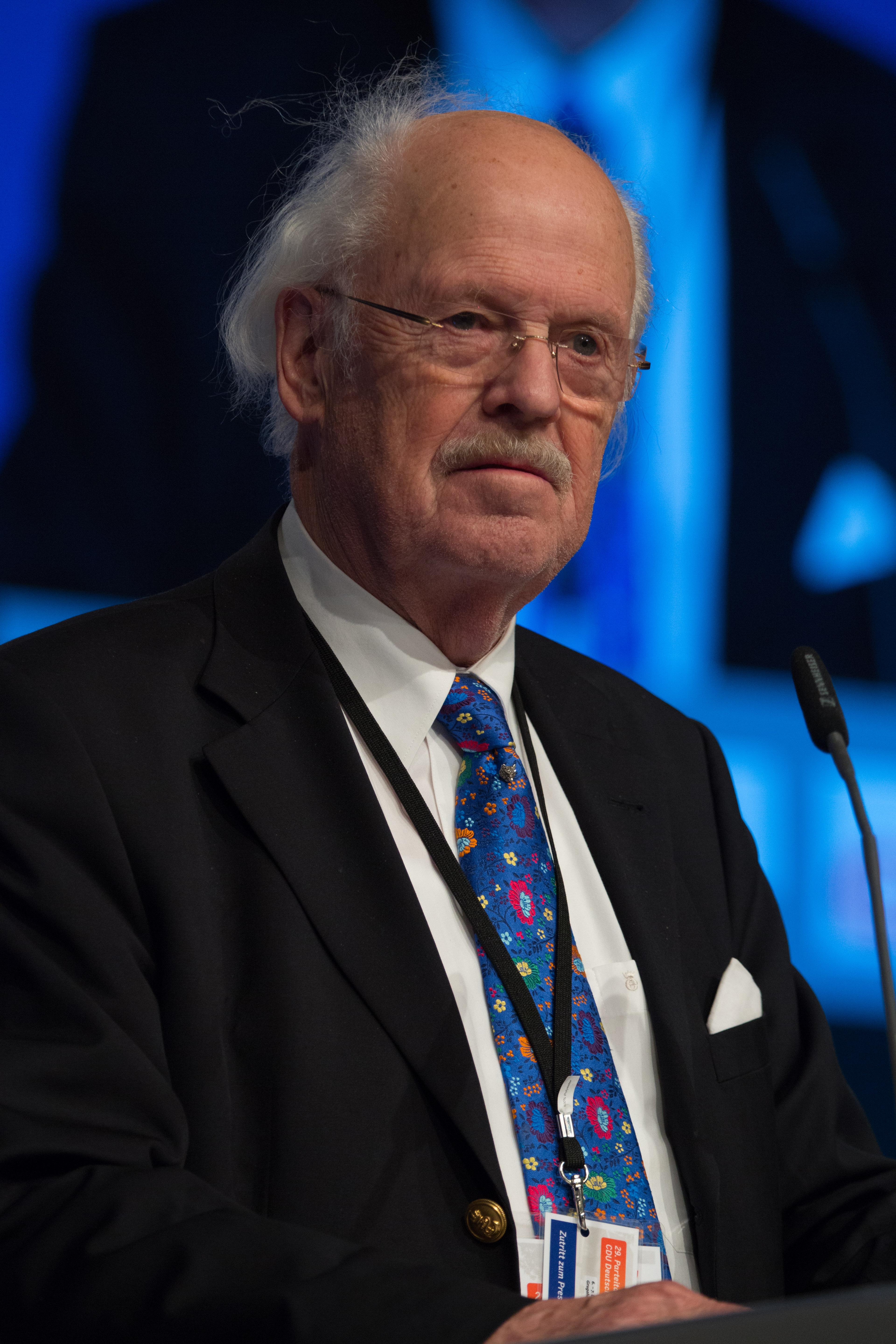
Otto Wulff (2016)

Otto Wulff (* 5. Januar 1933 in Hennen, jetzt Stadt Iserlohn) ist ein deutscher Politiker (CDU) und war von 2002 bis 2023 Bundesvorsitzender der Senioren-Union. Von 1969 bis 1990 war er Mitglied des Deutschen Bundestages. 

## Leben
Geboren wurde Otto Wulff am 5. Januar 1933 in Hennen/Westfalen. Er ist evangelisch, verheiratet und hat zwei Kinder.
Wulff besuchte die Volksschule in Hennen und später das Gymnasium in Schwerte. Er studierte Rechts- und Staatswissenschaften und Politische Wissenschaften in Bonn, Berlin und Paris. Otto Wulff absolvierte das Erste und Zweite juristische Staatsexamen und wurde über Fragen des Kartell- und Preisrechts promoviert.
Von 1963 bis 1998 war Wulff in der Deutschen Bank tätig, zuletzt als Direktor.
Seit 1987 ist Otto Wulff Honorar-Professor für Internationales Entwicklungs- und Finanzrecht an der Ruhr-Universität Bochum, wo er auch Vorsitzender des Fördervereins des Instituts für Berg- und Energierecht ist und dem Direktorium des Instituts für Entwicklungsforschung und Entwicklungspolitik angehört.

## Politik

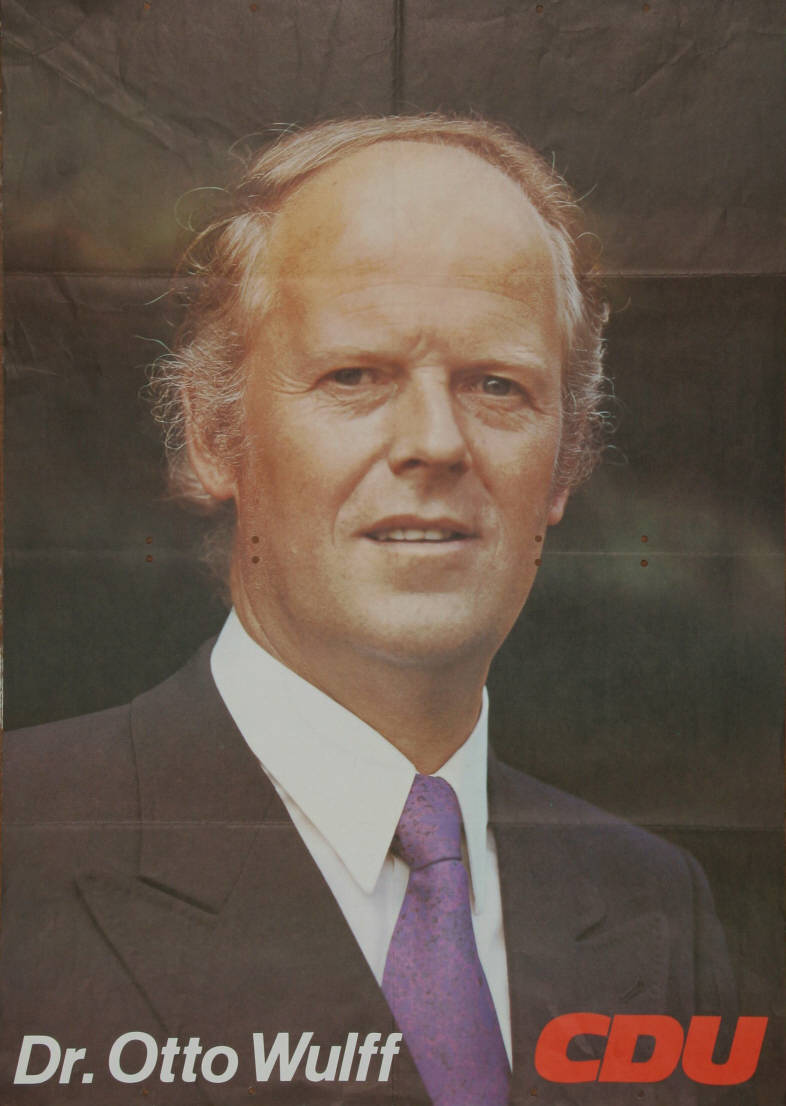
Otto Wulff auf einem Kandidatenplakat zur Bundestagswahl 1976

Wulff trat 1953 am Tag seines Abiturs der CDU bei und war 1964 bis 1969 Mitglied des Kreistages des Kreises Iserlohn sowie dessen stellvertretender Landrat. 1970 bis 1987 war er Landesschatzmeister sowie Mitglied im Präsidium der CDU Landesverband Westfalen-Lippe, der später im Landesverband Nordrhein-Westfalen aufging.
Von 1969 bis 1990 war Wulff Mitglied des Deutschen Bundestages. Nachdem er bei den Bundestagswahlen von 1969, 1972 und 1976 über die Landesliste der CDU Nordrhein-Westfalen ins Parlament eingezogen war, gewann er bei den folgenden Wahlen das Direktmandat im Wahlkreis Märkischer Kreis I. Er war Mitglied im Auswärtigen Ausschuss und im Finanzausschuss des Deutschen Bundestages.
Von 1980 bis 1991 war Wulff Präsident der Deutschen Parlamentarischen Gesellschaft. Von 1983 bis 1991 war er Mitglied der Parlamentarischen Versammlung des Europarates.
Von 1996 bis 2024 war Otto Wulff Mitglied im Bundesvorstand der CDU Deutschlands. 
Von 2002 bis 2023 war er Bundesvorsitzender der Senioren-Union der CDU Deutschlands. Seither ist er Ehrenvorsitzender. 
2006/2007 war er Mitglied in der Grundsatzprogramm-Kommission der CDU Deutschlands.
2008 leitete Otto Wulff gemeinsam mit dem damaligen Bundesvorsitzenden der Jungen Union Philipp Mißfelder den von Angela Merkel eingesetzten Initiativkreis „Zusammenhalt der Generationen“ der CDU Deutschlands.
Er war Mitglied der 17. Bundesversammlung.
Wulff ist Ehrenpräsident der Deutschen Parlamentarischen Gesellschaft und Ehrenmitglied des Europarates.

## Veröffentlichungen
Wulff hat zahlreiche Bücher und Schriften geschrieben,  vor allem über Fragen der Weltbank, des Internationalen Währungsfonds und der Entwicklungsbanken, der internationalen Finanzbeziehungen, der Arbeitsmarktpolitik moderner Industriegesellschaften, der Altersentwicklung und ihre gesellschafts- und rechtspolitischen Folgen sowie Innovationsfähigkeit alternder Gesellschaften.

## Ehrungen
- 1978: Kommandeur des Falkenordens
- 1979: Bundesverdienstkreuz 1. Klasse der Bundesrepublik Deutschland
- 1983: Kommandeur mit Stern des Falkenordens
- 1986: Großes Bundesverdienstkreuz der Bundesrepublik Deutschland
- 1990: Großes Bundesverdienstkreuz mit Stern der Bundesrepublik Deutschland